# نیکول کولین
نیکول کولین (انگلیسی: Nicole Koolen؛ زادهٔ ۱ دسامبر ۱۹۷۲) ورزشکار هاکی روی چمن اهل پادشاهی هلند است.
وی در مسابقات کشوری و بین‌المللی در مجموع برندهٔ ۱ مدال طلا، ۲ مدال برنز شده‌است.